# Vincent Cavallaro
Vincent Cavallaro (Cambridge, 1912. november 8. – New York, 1985. május 22.) amerikai olasz (szicíliai) festő, szobrász. Számos köztéri és múzeumbeli kiállítása volt. Milánóban tanult.